# Kristofer Speier
Kristofer Anthony Speier (* 28. März 1981 in Salinas) ist ein ehemaliger US-amerikanisch-deutscher Basketballspieler. In der Saison 2004/05 bestritt er 22 Partien in der Basketball-Bundesliga.

## Laufbahn
Speier wuchs in den USA als Sohn eines deutschen Vaters auf. Er spielte von 1999 bis 2003 am Lewis & Clark College im US-Bundesstaat Oregon und absolvierte ein Wirtschaftsstudium. In seiner Abschlusssaison wurde er als bester männlicher Sportler der Hochschule ausgezeichnet und erhielt dafür den „Joe Huston Award“.
Danach machte er den Schritt zum Basketballprofi und stand ab 2003 bei den Schwelmer Baskets unter Vertrag, mit denen er in seiner ersten Profisaison den Meistertitel in der 2. Bundesliga Nord gewann und in die Basketball-Bundesliga aufstieg. In der Saison 2004/05 kam er für Schwelm in 22 Bundesliga-Spielen zum Einsatz und erzielte im Schnitt 5,0 Punkte sowie 3,1 Rebounds pro Spiel. Seine Bestleistung waren 14 Zähler im Duell mit Braunschweig am 2. April 2005. Er stieg mit Schwelm als Tabellenletzter der Bundesliga ab und wechselte anschließend zum FC Schalke 04. Bei den „Knappen“ war er bis 2007 Leistungsträger in der 2. Bundesliga.
2007 kehrte Speier nach Schwelm zurück, die Mannschaft spielte mittlerweile in der 1. Regionalliga West. In der Saison 2009/10 führte er Schwelm zum Gewinn des Meistertitels und wurde vom Internetanbieter eurobasket.com zum „Spieler des Jahres“ in der Regionalliga West gekürt. Nach dem Aufstieg in die 2. Bundesliga ProB war Speier unverändert Leistungsträger der Schwelmer, ehe er 2012 zur BG Hagen in die Regionalliga wechselte, wo er ein Jahr spielte.
Speier spielte später für die Mannschaft der Turngemeinde Zur roten Erde von 1848 Schwelm, wurde dann Trainer des Teams in der 2. Regionalliga und übernahm im Februar 2016 bis zum Ende der Saison 2015/16 das Traineramt der Schwelmer Baskets in der ProB. Den Abstieg in die Regionalliga vermochte er nicht zu verhindern. Zur Saison 2016/17 kehrte Speier als Spieler in Schwelms Regionalliga-Kader zurück und stieg mit der Mannschaft in die ProB auf. Seit dem Abschluss seiner Spielerlaufbahn 2017 wird Speiers Rückennummer 30 in der Schwelmer Mannschaft nicht mehr vergeben.
Ende Januar 2018 wurde er unter Falk Möller Co-Trainer in Schwelm, diese Zusammenarbeit war bis Ende der Saison 2017/18 ausgerichtet. Im Oktober 2021 wurde Speier bei derselben Mannschaft erneut Möllers Co-Trainer. Im Altherrenbereich spielte Speier zunächst für Schwelm, ab 2019 für SV Haspe 70.